# Kreis Königsberg Nm.

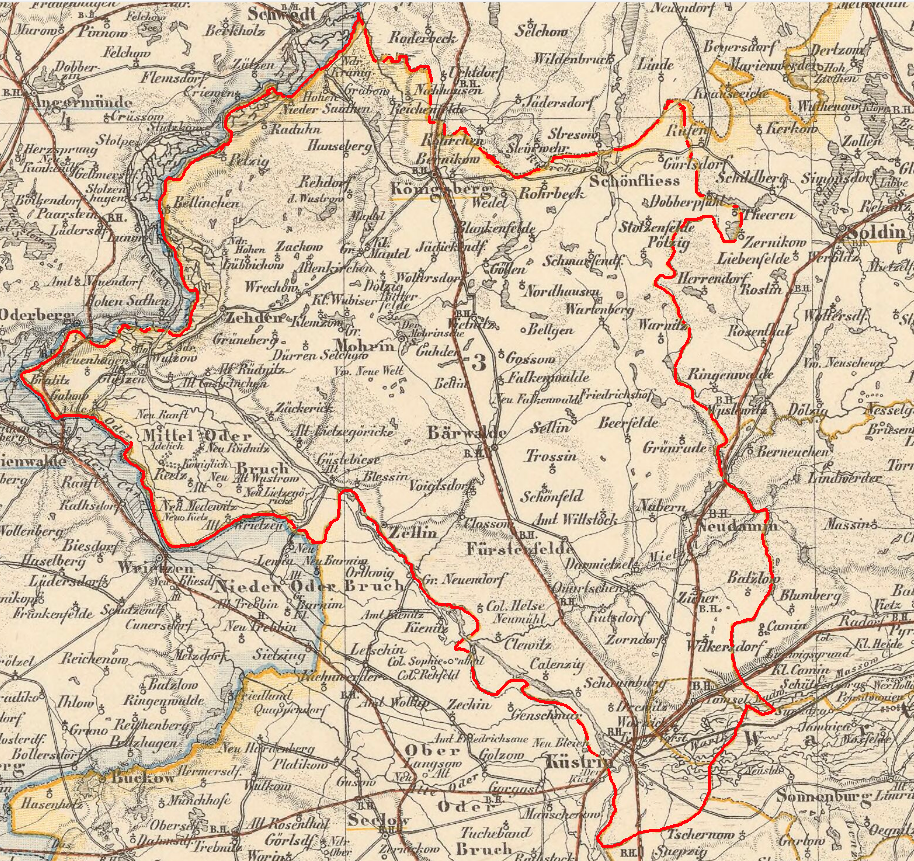
Königsberg Neumark um 1870 von Friedrich H. Handtke (1815–1879)

Der Kreis Königsberg Nm., bis ins 19. Jahrhundert auch Königsberger Kreis genannt, war ein preußischer Landkreis in der Neumark in der Provinz Brandenburg, der bis 1946 bestand. Das ehemalige Kreisgebiet gehört heute im Wesentlichen zum Powiat Gryfiński in der polnischen Woiwodschaft Westpommern. Die westlich der Oder gelegenen Gebietsteile des Kreises gehören heute zu den Landkreisen Märkisch-Oderland und Uckermark im deutschen Bundesland Brandenburg.
Der Kreis Königsberg Nm. umfasste am 1. Januar 1945 die acht Städte Bad Schönfließ Nm., Bärwalde Nm., Fürstenfelde, Königsberg Nm., Küstrin, Mohrin, Neudamm und Zehden (Oder) sowie 99 weitere Gemeinden und zwei Forst-Gutsbezirke.

## Verwaltungsgeschichte

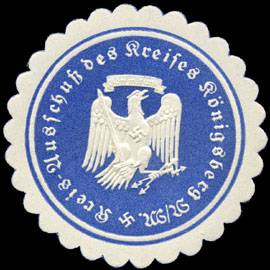
Siegelmarke Kreis-Ausschuß des Kreises Königsberg

In der nachmittelalterlichen Zeit bildete sich in der Mark Brandenburg eine Gliederung in Kreise heraus. Einer dieser historischen Kreise war der Königsberger Kreis bzw. der Kreis Königsberg, der einen der drei sogenannten Vorderkreise in der Neumark bildete.
Im Rahmen der Bildung von Provinzen und Regierungsbezirken in Preußen erfolgte 1816 im Regierungsbezirk Frankfurt eine Kreisreform, durch die der Kreis Königsberg wie folgt verkleinert wurde:
- Die Orte Dölzig, Hammer, Herrendorf, Kerkow, Ringenwalde, Rosenthal, Rostin, Rufen, Schildberg, Simonsdorf, Werblitz, Woltersdorf, Wusterwitz und Zernickow wechselten aus dem Kreis Königsberg in den Kreis Soldin.
- Die Städte Cüstrin, Neudamm und Fürstenfelde sowie die Orte Batzlow, Bleyen, Darrmietzel, Drewitz, Hälse, Kalenzig, Karlsbiese, Kerstenbrügge, Klewitz, Kutzdorf, Nabern, Neumühl, Quartschen, Schaumburg, Wilkersdorf, Wittstock, Zicher und Zorndorf wechselten aus dem Kreis Königsberg in den neugeschaffenen Kreis Cüstrin.

Zum 1. Januar 1836 wurde der Kreis Cüstrin wieder aufgelöst und das Gebiet, das bis 1816 zum Kreis Königsberg gehört hatte, fiel wieder an den Kreis Königsberg zurück. Wegen der großen Entfernung der Kreisstadt Königsberg zum neuen Südteil des Kreises wurde in Küstrin ein zweites Landratsamt eingerichtet. Zum 1. Januar 1839 wurde das Landratsamt in Cüstrin aufgelöst und durch eine Außenstelle des Königsberger Landrats ersetzt.
Seit dem 1. Juli 1867 gehörte der Kreis zum Norddeutschen Bund und ab dem 1. Januar 1871 zum Deutschen Reich. Zum 30. September 1928 fand im Kreis Königsberg i./Nm. entsprechend der Entwicklung im übrigen Freistaat Preußen eine Gebietsreform statt, bei der alle Gutsbezirke bis auf zwei aufgelöst und benachbarten Landgemeinden zugeteilt wurden. In den 1930er Jahren setzte sich der verkürzte Kreisname Königsberg Nm. durch.
Im Frühjahr 1945 wurde das Kreisgebiet durch die Rote Armee besetzt. Das Territorium des Kreises östlich der Oder – mit Ausnahme militärischer Sperrgebiete – wurde nach Einstellung der Kampfhandlungen seitens der sowjetischen Besatzungsmacht der Volksrepublik Polen zur Verwaltung überlassen. In der Folgezeit wurde die einheimische Bevölkerung von der polnischen Administration aus diesem Teil des Kreisgebiets vertrieben.
Der Rest des Kreises, nun nur noch die Gebiete westlich der Oder umfassend, bestand im Land Brandenburg in der Sowjetischen Besatzungszone noch kurzzeitig fort, bis er mit Wirkung zum 15. März 1946 aufgelöst wurde:
- Die Gemeinden Adlig Reetz, Altglietzen, Altreetz, Altwustrow, Bralitz, Gabow, Hohenwutzen, Karlsbiese, Karlshof, Königlich Reetz, Neuglietzen, Neuküstrinchen, Neulietzegöricke, Neuranft, Neurüdnitz, Neutornow, Neuwustrow, Neuenhagen und Schiffmühle kamen zum Landkreis Oberbarnim.
- Die Gemeinden Bleyen und Küstrin-Kietz kamen zum Landkreis Lebus.
- Einige weitgehend unbewohnte Gebietsteile im unteren Odertal kamen zum Landkreis Angermünde.

## Einwohnerentwicklung
| Jahr | Einwohner | Quelle |
| ---- | --------- | ------ |
| 1750 | 31.654    | [ 8 ]  |
| 1796 | 49.307    | [ 9 ]  |
| 1816 | 32.824    | [ 10 ] |
| 1840 | 72.329    | [ 11 ] |
| 1871 | 90.497    | [ 12 ] |
| 1890 | 98.521    | [ 13 ] |
| 1900 | 95.236    | [ 13 ] |
| 1910 | 94.327    | [ 13 ] |
| 1925 | 98.204    | [ 13 ] |
| 1933 | 97.104    | [ 13 ] |
| 1939 | 95.924    | [ 13 ] |

## Landräte

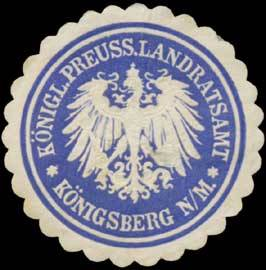
Landratsamt in Königsberg N/M. – Siegelmarke

- 1732–1762 Samuel Ehrenreich von Werther
- 1762–1776 Jakob Ludwig von Grape
- 1777–1787 Wilhelm Ludwig von Sydow
- 1787–1795 Friedrich Franz von Mühlheim
- 1795–1798 Carl Christoph Gottlob von Knobelsdorff
- 1798–1801 Carl Ludwig Alexander von Zinnow
- 1801–9999 Wilhelm von Pape (1771–1860)[14][15]
- 1816–1851 Bayer
- 1851–1867 Karl von Humbert (1829–1867)
- 1867–1876 Albert von Levetzow (1827–1903)
- 1876–1889 Berndt von Gerlach (1828–1889)
- 1889–1901 Werner von Saldern (1852–1930)
- 1901–1916 Oskar von der Osten-Warnitz (1862–1944)
- 1916–1920 Walter von Keudell (1884–1973)
- 1920–1921 Johann Fiehn (1875–1939) (kommissarisch)
- 1921–1933 Rudolf Junkermann (1887–1956)
- 1933–1945 Joachim Reuscher (1895–1980)

## Kommunalverfassung
Mit Einführung des preußischen Gemeindeverfassungsgesetzes vom 15. Dezember 1933 gab es ab dem 1. Januar 1934 eine einheitliche Kommunalverfassung für alle preußischen Gemeinden. Mit Einführung der Deutschen Gemeindeordnung vom 30. Januar 1935 trat zum 1. April 1935 im Deutschen Reich eine einheitliche Kommunalverfassung in Kraft, wonach die bisherigen Landgemeinden nun als Gemeinden bezeichnet wurden.

## Verkehr
Die Preußische Ostbahn erreichte 1857 von Frankfurt (Oder) her den späteren Knotenpunkt Küstrin und führte ihre Strecke weiter in Richtung Landsberg – Schneidemühl. In Küstrin-Kietz mündete 1866 auch die Hauptbahn von Berlin ein.
Oderabwärts führte die Breslau-Schweidnitz-Freiburger Eisenbahn-Gesellschaft ihre Strecke 1875 bis Küstrin und 1876/77 weiter über Königsberg nach Stettin. In Jädickendorf – kurz vor der Kreisstadt – gingen zwei Nebenbahnen ab: die eine von der Preußischen Staatsbahn erbaute ab 1892 nach Wriezen in Richtung Berlin; die andere verlief ab 1899 über Bad Schönfließ nach Pyritz; sie gehörte der Stargard-Cüstriner Eisenbahn-Gesellschaft, deren Züge schon ab 1882 von Küstrin nach Pyritz fuhren.
Jenseits der Oder berührte die 1877 eröffnete Strecke Angermünde – Bad Freienwalde der Berlin-Stettiner Eisenbahn-Gesellschaft die Gemeinde Bralitz. Das Landesverkehrsamt Brandenburg betrieb zwei Kleinbahnen im Kreis, der auch finanziell an der Zehdener Bahn beteiligt war. Ab 1896 verkehrte die Kleinbahn AG Cüstrin-Kriescht, wie sie anfangs firmierte, am Südrand des Warthebruchs entlang nach Osten. Die Kleinbahn Freienwalde-Zehden AG kam erst 1930 aus dem Oderbruch über den Fluss herüber. Im Jahre 1925 nahm die Stadt Küstrin eine meterspurige elektrische Straßenbahn in Betrieb.

## Städte und Gemeinden

### Stand 1939
Zum Kreis Königsberg Nm. gehörten 1939 die folgenden Städte und Gemeinden:
| - Adlig Reetz 1 - Altblessin - Alt Bleyen 1 - Altglietzen 1 - Altlietzegöricke - Altreetz 1 - Altrüdnitz - Altwustrow 1 - Altcüstrinchen - Altenkirchen - Bad Schönfließ, Stadt - Bärfelde - Bärwalde, Stadt - Batzlow - Belgen - Bellin - Bellinchen - Bernickow - Blankenfelde - Bralitz 1 - Butterfelde - Darrmietzel - Dobberphul - Dölzig - Drewitz - Dürrenselchow - Falkenwalde | - Fürstenfelde, Stadt - Gabow 1 - Gellen - Görlsdorf - Gossow - Grabow - Groß Wubiser - Grüneberg - Grünrade - Guhden - Güstebiese - Hälse - Hanseberg - Hohenkränig - Hohenlübbichow - Hohenwartenberg - Hohenwutzen 1 - Jädickendorf - Kalenzig - Karlsbiese 1 - Karlshof 1 - Kerstenbrügge - Klein Wubiser - Klemzow - Klewitz - Klossow - Königlich Reetz 1 | - Königsberg Nm., Stadt - Küstrin 3, Stadt - Kutzdorf - Mantel - Mohrin, Stadt - Müggenburg - Nabern - Nahausen - Neu Bleyen 1 - Neuglietzen 1 - Neuküstrinchen 1 - Neulietzegöricke 1 - Neuranft 1 - Neurüdnitz 1 - Neutornow 1 - Neuwustrow 1 - Neudamm, Stadt - Neuenhagen 1 - Neumühl - Niederkränig - Nieder Lübbichow - Nieder Saathen - Niederwutzen - Nordhausen - Pätzig bei Bad Schönfließ - Peetzig (Oder) - Quartschen | - Raduhn - Rehdorf - Reichenfelde - Rohrbeck - Schaumburg 2 - Schiffmühle 1 - Schmarfendorf - Schönfeld - Sellin - Stolzenfelde - Theeren - Trossin - Vietnitz - Voigtsdorf - Warnitz - Wartenberg - Wedell - Wilkersdorf - Wittstock - Woltersdorf - Wrechow - Zachow - Zäckerick - Zehden, Stadt - Zellin - Zicher - Zorndorf |

Zum Kreis gehörten außerdem die gemeindefreien Gutsbezirke Forst Neumühl und Forst Zicher.

### Namensänderungen
Kleinere Namensänderungen gab es wie folgt:
- 1928 Cüstrin → Küstrin
- 1929 Nieder Wutzow → Niederwutzen

## Verwaltung
Amtsgerichte (1894)
- Amtsgericht Bärwalde
- Amtsgericht Königsberg i. NM
- Amtsgericht Küstrin
- Amtsgericht Neudamm
- Amtsgericht Zehden

Militärische Zugehörigkeit (1885)
- III. Armeekorps

Kirchen
- Evangelische Kirche der altpreußischen Union
- katholische Bistümer Berlin und Breslau

## Weitere Literatur
- Die Kunstdenkmäler der Provinz Brandenburg:
- Band 7, 1 Die Kunstdenkmäler des Kreises Königsberg (Neumark):
- Erich Blunck, Georg Voß, Willy Hoppe: Band 7, 1, 2 Die Kunstdenkmäler des Kreises Königsberg (Neumark). Die Stadt Königsberg, Berlin 1927.
- Erich Blunck, Georg Voß: Band 7, 1, 3 Die Kunstdenkmäler des Kreises Königsberg (Neumark). Die nördlichen Orte, Berlin 1927.
- Georg Voß: Band 7, 1, 4 Die Kunstdenkmäler des Kreises Königsberg (Neumark). Die Stadt Cüstrin, von , 1927
- Erich Blunck, Georg Voß, Willy Hoppe: Band 7, 1, 5 Die Kunstdenkmäler des Kreises Königsberg (Neumark). Die südlichen Orte, Berlin 1928.